# مينيرفيا
مينرفينا كانت الزوجة الأولى لقسطنطين الكبير. وهي من أصل سوري. أخذها قسطنطين كمحظية أو تزوجها عام 303 بعد الميلاد، وأنجبا ابنًا واحدًا، كريسبس.

## وصلات خارجية
- بولساندر ، هانز ، "قسطنطين الأول (306 - 337 م)" ، موقع De Imperatoribus Romanis.